# Hoffmanns' muisspecht
De Hoffmanns' muisspecht (Dendrocolaptes hoffmannsi)  is een zangvogel uit de familie der ovenvogels (Furnariidae).

## Naamgeving
De soort werd voor het eerst wetenschappelijk beschreven door de Oostenrijkse ornitholoog Carl Eduard Hellmayr in 1909. Hij noemde de soort Dendrocolaptes hoffmannsi ter ere van Wilhelm Hoffmanns (1865–1909) die het holotype verzamelde.

## Kenmerken
De Hoffmanns' muisspecht is 28 tot 29 cm lang. Het is een bruine vogel met donkergrijze ogen en een lange zwarte snavel. De vogel heeft een olijfbruine rug en een lichtbeige onderkant. Verder heeft deze vogel een lange rode kastanje staart.

## Verspreiding en leefgebied
Deze vogel is endemisch in Brazilië en komt voor in de staten Amazonas, Pará en Mato Grosso. De natuurlijke habitats zijn subtropische of tropische vochtige laagland bossen op een hoogte tot 2100 meter boven zeeniveau in het bioom Amazone.

## Voeding
De Hoffmanns' muisspecht voedt zich onder andere met geleedpotige dieren.

## Status
De grootte van de populatie is niet gekwantificeerd, maar de aantallen nemen af. Om deze redenen staat de Hoffmanns' muisspecht als kwetsbaar op de Rode Lijst van de IUCN.